# Cookøerne ved sommer-OL 2024
Cookøerne deltog i sommer-OL 2024 i Paris, Frankrig i perioden 26. juli til 11. august 2024.
Landet vandt ingen medaljer.

## Medaljer
| 2024 Paris | Guld | Sølv | Bronze | Total |
| Cookøerne  | 0    | 0    | 0      | 0     |

### Medaljevinderne
| Cookøerne under sommer-OL 2024 i Paris | Cookøerne under sommer-OL 2024 i Paris | Cookøerne under sommer-OL 2024 i Paris | Cookøerne under sommer-OL 2024 i Paris | Cookøerne under sommer-OL 2024 i Paris |
| Medalje                                | Navn                                   | Sport                                  | Event                                  | Dato                                   |
| -------------------------------------- | -------------------------------------- | -------------------------------------- | -------------------------------------- | -------------------------------------- |
| -                                      | -                                      | -                                      | -                                      | -                                      |